# Молчанов Михайло Олександрович
Михайло Олександрович Молчанов (Mikhail Molchanov [Архівовано 28 серпня 2019 у Wayback Machine.]) (23 квітня 1961, Рівне, Українська РСР) — канадський політолог, педагог, викладач, публіцист українського походження, доктор політичних наук, професор.

## Навчання
М.Молчанов закінчив філософський факультет Київського державного університету ім. Тараса Шевченка у 1982 році. Тема його дипломної роботи — «Свобода особистості в ідеологічній боротьбі сучасності»).
В 1989 році він закінчив аспірантуру Інституту філософії АН УРСР у Києві. Кандидатська дисертація «Методологічна роль історичного матеріалізму в дослідженні ідеологічних відносин» була заснована на критичному зіставленні теорій ідеологічного процесу Луї Альтюссера і Антоніо Грамші.
Також М.Молчанов навчався в Нью-Йоркському університеті в 1992—1993 році. Він здобув ступінь магістра адміністративного менеджменту (1993).
В 1998 році він також захистив дисертацію доктора політичних наук по темі «Політична культура і національна ідентичність в російсько-українських відносинах» в університеті Альберти, Канада.

## Наукова та педагогічна діяльність
У 1982—1986 рр. М.Молчанов викладав у Донецькому політехнічному інституті та Рівненському педагогічному інституті. В 1989—1993 роках він працював у системі Академії Наук України (інститути філософії, історії, соціології). В 1993 році М.Молчанов обійняв посаду професора і завідувача кафедри адміністративного менеджменту Інституту державного управління і самоврядування при Кабінеті Міністрів України (нині — Національна академія державного управління при Президентові України).
З 1994 р. М.Молчанов викладає в Канаді: в університетах  Альберти, Карлтонському університеті (Оттава), університеті Сент-Томас, Вікторії. У 2001—2003 рр. працював політичним аналітиком та керівником низки проектів стратегічного планування в міністерствах федерального уряду Канади. В 2018-2019 рр. — професор Американського університету у Шарджі, ОАЕ. Член Міжнародної Асоціації політичної науки (IPSA) і Асоціації Міжнародних Досліджень (International Studies Association).
У 2012 році він був обраний іноземним членом [Архівовано 28 березня 2016 у Wayback Machine.] Національної Академії Педагогічних Наук України, а в 2013 році — Головою Програмного Комітету секції Посткомуністичні держави в міжнародній політиці
Асоціації Міжнародних Досліджень (Post-Communist Systems in International Relations Section). В 2012-2018 роках — член Виконавчої Ради секції Порівняльних Міждисциплінарних Досліджень (CISS) Асоціації Міжнародних Досліджень.

## Публікації
- Eurasian Regionalisms and Russian Foreign Policy [Архівовано 5 лютого 2022 у Wayback Machine.]. New York: Routledge, 2016[6].
- Choosing Europe over Russia: what has Ukraine gained? European Politics and Society, 17.3 (2016).
- Russia's leadership of regional integration in Eurasia [Архівовано 10 вересня 2017 у Wayback Machine.]. In S Kingah & C. Quiliconi (Eds.), Global and Regional Leadership of BRICS Countries (pp. 113—133). New York: Springer, 2016.
- A squeezed country: Ukraine between Europe and Eurasia. In G. Besier & K. Stoklosa (Eds.), Neighbourhood Perceptions of the Ukraine Crisis: From the Soviet Union into Eurasia? (pp. 69-82). New York: Routledge, 2016.
- The 'Crimean question' in Canada-Russia relations [Архівовано 15 вересня 2017 у Wayback Machine.] Russia Direct, 20 March 2017.
- Canada's lesson of judicial activism to Trump's America [Архівовано 9 вересня 2017 у Wayback Machine.] Asia Times, 18 February 2017.
- Ukraine's corruption at a crossroads [Архівовано 10 вересня 2017 у Wayback Machine.] Russia Direct, 7 Jan 2016.
- Russia's new security strategy: Why is the Kremlin so threatened by NATO? [Архівовано 10 вересня 2017 у Wayback Machine.] Russia Direct, 11 Jan 2016.
- The Ukrainian diaspora's private war with Canada's national interests [Архівовано 10 вересня 2017 у Wayback Machine.] Russia Direct, 3 March 2016.
- Eurasian regionalism: ideas and practices. In R. Kanet & M. Sussex (Eds.), Power, Politics and Confrontation in Eurasia: Foreign Policy in a Contested Region [Архівовано 14 квітня 2016 у Wayback Machine.] (pp. 135—160). New York: Palgrave Macmillan, 2015.
- What does it take to save Ukraine? [Архівовано 30 липня 2017 у Wayback Machine.] OpenDemocracy: Russia and beyond, 27 May 2014.
- State regulation or state capitalism?: A systems approach to crisis prevention and management.(With Yu. Yevdokimov). International Journal of Management Concepts and Philosophy, 7.1 (2013), 1-12.
- Energy security and the revival of geopolitics. In S.F. Krishna-Hensel (Ed.), New security frontiers: Critical energy and the resource challenge (pp. 9-30). Farnham, Surrey, UK: Ashgate, 2012.
- Extractive technologies and civic networks' fight for sustainable development. Bulletin of Science, Technology & Society, 31.1 (2011), 55-67.
- Strategic relationships in post-communist foreign policies. (With J. E. Strakes and D. J. Galbreath). In R. A. Denemark (Ed.), The international studies encyclopedia (Vol. X, pp. 6629-6650). Chichester, UK: Wiley-Blackwell, 2010.
- The Ashgate research companion to political leadership [Архівовано 13 березня 2016 у Wayback Machine.]. Co-editor and co-author. With J. Masciulli and W. A. Knight, eds. Surrey, UK: Ashgate, 2009[7].
- Regionalism in Eurasia. In G. H. Fagan and R. Munck (Eds.), Globalization and security: An encyclopedia. (pp. 328—348). Santa Barbara, USA: Praeger Security International, 2009.
- Regionalism and globalization: The case of the European Union. In R. Day and J. Masciulli (Eds.), Globalization and political ethics (pp. 181—196). Leiden & Boston: Brill, 2007.
- Ukraine's Orange revolution: Great promise, untimely demise. In T. Bateman and R. Myers (Eds.), Braving the new world: Readings in contemporary politics. (4th ed., pp. 283—292). Canada: Thomson Nelson, 2007.
- Russia's partnership with China: Oil politics and security. In Ann L. Griffiths (Ed.), Global perspectives on oil and security (pp. 200—226). Halifax, NS: Centre for Foreign Policy Studies, Dalhousie University, 2006.
- Sustainable development of the Caspian Sea energy resources: The role of civil society. In Ingo Richter, Sabine Berking, and Ralf Müller (Eds.), Building a transnational civil society: Global issues and global actors (pp. 71-89). London: Palgrave/Macmillan, 2006.
- Russia and globalization. Perspectives on Global Development and Technology, 4.3/4 (2005), 397—429.
- Ukraine and the European Union: A perennial neighbour? Journal of European Integration 26 (2004), 451—473.
- Political culture and national identity in Russian-Ukrainian relations. College Station, TX: Texas A&M University Press, 2002[8].
- Ukrainian foreign and security policy: Theoretical and comparative perspectives. Co-editor and co-author. With J. Moroney and T. Kuzio, eds. Westport, CT: Praeger, 2002.